# Гехеве, Карл
Карл Генрих Константин Гехеве (нем. Carl Heinrich Constantin Gehewe; 12 [23] февраля 1796, Дерпт — 2 июля 1856, Эгер-Франценсбад) — прибалтийский немец, священник и популяризатор эстонского языка.

## Биография
Родился 12 (23) февраля 1796 года в Дерпте. Его отец, портной Карл Иоганнес Гехеве (ок. 1757 — ?) переехал из Гессена в Дерпт, где 14 апреля 1784 года женился на Катарине Полтин.
В 1811—1814 годах учился в Дерптской гимназии. Затем изучал теологию в Императорском Дерптском университете с 1814 по 1815 и с 1817 по 1819 годы; в 1818 году его сочинение было отмечено серебряной медалью. С 1820 по 1831 год был пастором в Рингене, а затем до своей смерти руководил эстонской сельской общиной в Дерпте.
Он приложил немало усилий для перевода церковных текстов на эстонский язык и написал несколько работ с этой целью. Был одним из основателей Эстонского учёного общества и стал его первым президентом и занимал эту должность в 1838—1841 годах. В этом обществе он прочитал цикл лекций по эстонскому языку; в 1855 году был избран почётным членом общества. также долгое время он был директором городского фонда пособий вдовам и пособий на случай смерти.
Умер 2 июля 1856 года во время отпуска на курорте в Эгер-Франценсбаде.
С 13 июля 1823 года был женат на Марии Эмилии Мориц; их сын Карл Вильгельм (Wilfried?) Гехеве стал неврологом.